# محاضرة عامة

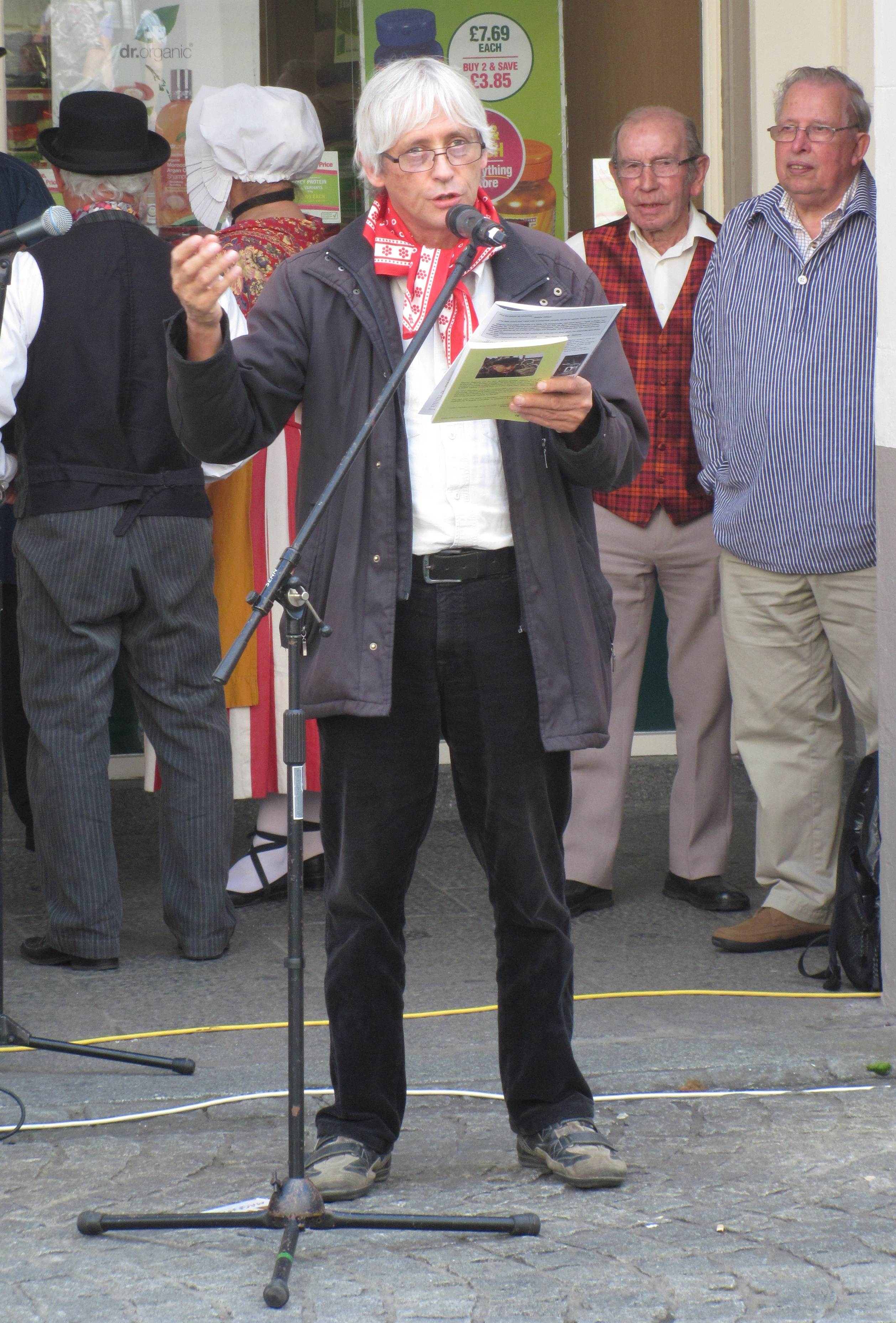
مهرجان الرويسون 2012

المحاضرة العامة (المعروفة أيضا باسم المحاضرة المفتوحة) هي إحدى الوسائل المستخدمة لتثقيف الجمهور في الفنون والعلوم.
المؤسسة الملكية لديها تاريخ طويل من المحاضرات العامة والمظاهرات التي قدمها خبراء بارزون في هذا المجال. في القرن 19 ، كانت شعبية المحاضرات العامة التي ألقاها السير همفري ديفي في المؤسسة الملكية كبيرة لدرجة أن حجم حركة النقل في شارع ألبيمارل تسبب في أن يصبح أول شارع باتجاه واحد في لندن. يتم عرض محاضرات عيد الميلاد الخاصة بالمؤسسة الملكية للشباب في الوقت الحاضر على شاشات التلفزيون. ألقى ألكسندر فون هومبولت سلسلة من المحاضرات العامة في جامعة برلين في شتاء 1827-1828 ، والتي شكلت الأساس لعمله اللاحق كوزموس.
إلى جانب المحاضرات العامة، كان التشريح العام مهما في تعزيز المعرفة بالطب. تم إجراء التشريح العام للدكتور يوهان غاسبار سبورزهايم، المدافع عن علم فراسة الدماغ، بعد وفاته، وتمت إزالة دماغه وجمجمته وقلبه، وحفظه في أوعية من الكحول، وعرضه للجمهور. اقتربت عمليات التشريح العامة أحيانا من الترفيه: أجرى رجل الاستعراض الأمريكي بي تي بارنوم تشريحا عاما لجويس هيث بعد وفاتها. كانت هيث امرأة كان بارنوم يظهرها على أنها تزيد عن 160 عاما. اتهم بارنوم 50 سنتا القبول. أظهر تشريح الجثة أنها كانت في الواقع بين 76 و 80 سنة.